# Condado de Mayorga
El condado de Mayorga es un título nobiliario español.  Fue concedido por primera vez en 1381 por el rey Juan I de Castilla a Pedro de Lara.  A su muerte en 1384 en el sitio de Lisboa, el título revirtió a la corona.
Antes del 20 de julio de 1385, el rey Juan I concedió el título a Juan Alfonso Téllez de Meneses, VI conde de Barcelos, fallecido en 1385 en la batalla de Aljubarrota.
En 1386, el rey Juan I concedió el título al infante Fernando, después Fernando I de Aragón quien posteriormente se lo cedió a su hijo el infante Juan, después Juan II de Aragón, a quien todas sus propiedades castellanas le fueron confiscadas en 1430.
Posteriormente, fue concedido por Juan II de Castilla en 1435 a favor de Juan Alonso Pimentel y Enríquez (m. 1437), hijo primogénito de Rodrigo Alonso Pimentel, II conde de Benavente, a quien el mismo monarca le concedió el señorío de la villa de Mayorga en 1430, tras ser recuperada de los Infantes de Aragón para la Corona de Castilla por las Treguas de Majano.
Es el título que tradicionalmente han ostentado los herederos del ducado de Benavente en vida de su padre. Su nombre hace referencia a la villa de Mayorga, en la provincia de Valladolid. El actual titular, desde 1979, es Álvaro Queipo de LLano y Cortés.

## Condes de Mayorga con carácter no hereditario
- Pedro de Lara
- Juan Alfonso Téllez de Meneses
- Infante Fernando, después Fernando I de Aragón
- Infante Juan, después Juan II de Aragón

## Condes de Mayorga, título hereditario
- Juan Alonso Pimentel y Enríquez, I conde de Mayorga.
- Alonso Pimentel y Enríquez, II conde de Mayorga.
- Rodrigo Alonso Pimentel, III conde de Mayorga.
- Luis Pimentel y Pacheco, IV conde de Mayorga.
- Alonso Pimentel y Pacheco, V conde de Mayorga.
- Antonio Alonso Pimentel y Herrera de Velasco, VI conde de Mayorga.
- Luis Alonso Pimentel y Herrera de Velasco, VII conde de Mayorga.
- Juan Alonso Pimentel de Herrera, VIII conde de Mayorga.